# Evangelische Kirche (Hümme)

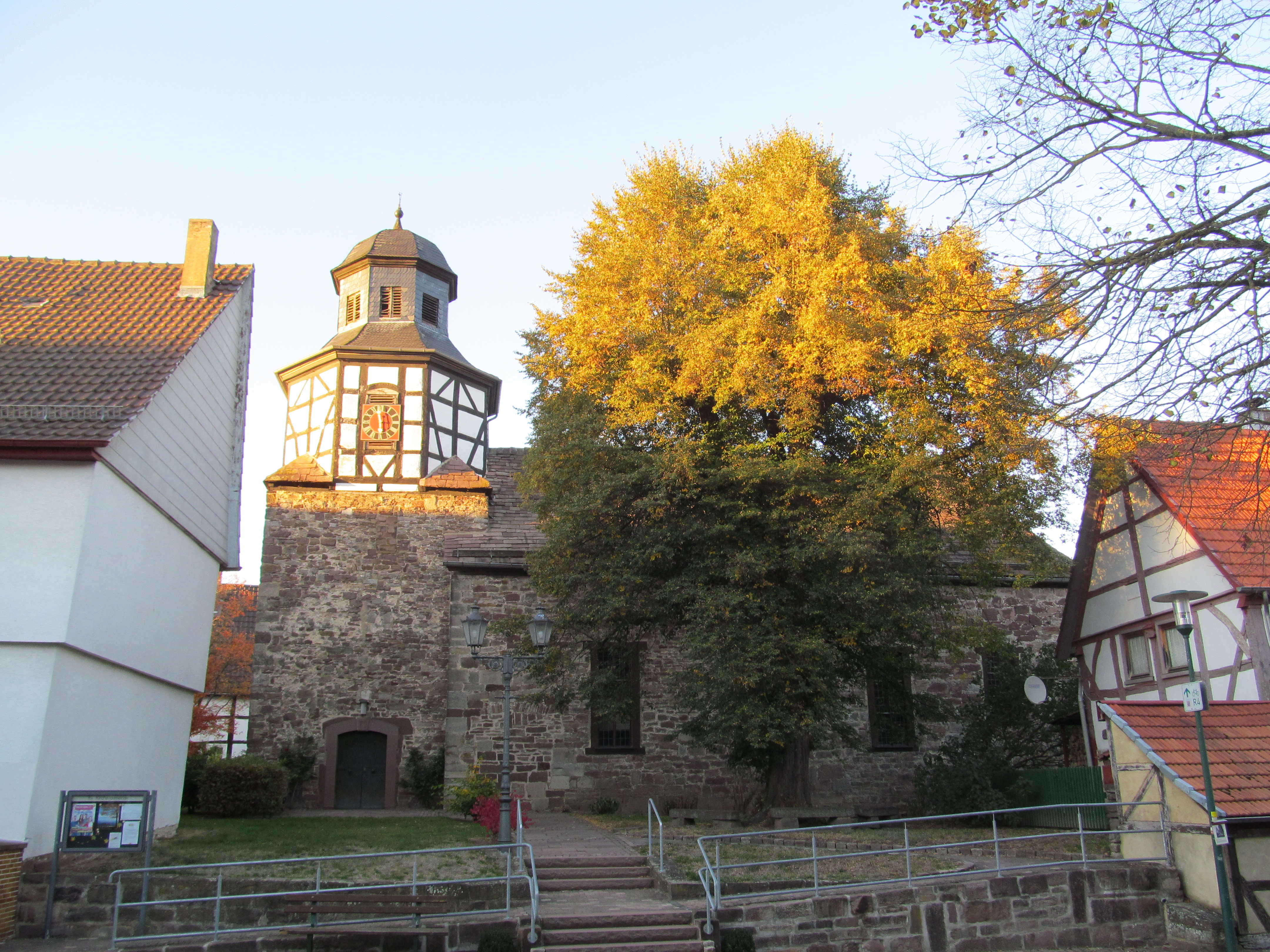
Evangelische Kirche in Hümme

Die evangelische Kirche Hümme ist ein denkmalgeschütztes Kirchengebäude, das in Hümme, einem Stadtteil der Stadt Hofgeismar im Landkreis Kassel (Hessen), steht. Die Kirchengemeinde gehört zum Kirchenkreis Hofgeismar-Wolfhagen im Sprengel Kassel der Evangelischen Kirche von Kurhessen-Waldeck.

## Beschreibung
Der mittelalterliche Kirchturm der ehemaligen Wehrkirche aus Bruchsteinen im Westen erhielt 1716 einen achteckigen Aufsatz aus Holzfachwerk, der die Turmuhr und den Glockenstuhl mit zwei Kirchenglocken beherbergt. Seine Haube setzt sich in einer Laterne fort. Das Kirchenschiff der Saalkirche wurde 1770 unter Verwendung von Teilen des Vorgängerbaus erneuert. Der Innenraum ist mit einer Holzbalkendecke überspannt, deren Unterzug in der Mitte von einer Stütze mit Kopfbändern getragen wird. 
Die Kanzel und ihr Schalldeckel wurden 1770, die Orgel wurde 1781 von Johann Stephan Heeren gebaut.